# 鄒復宣
鄒復宣（16世紀—1620年代），字用晦，號黍回，江西南昌府新建縣人，明朝政治人物。

## 生平
鄒復宣是萬曆四十年（1612年）的舉人，次年（1613年）聯捷進士，獲授上虞知縣，任內清操自矢，不受饋遺、革除火耗、禁止贖鍰、清理田賦，都條著為令；轉任金華知縣，在荒年祈禱後大雨立刻降下。
之後他在天啟元年（1621年）升任河南道監察御史，入臺三月就上奏了七道抨擊魏璫；適逢邊事危急，魏璫將他的名字呈上，奉命給餉三十萬行事，他核查懲濫，加意節制，只使用六萬兩黃金，揀選的數千名士兵都投石超距，一可當百。不就他負責巡視城務，積勞成疾而在官邸去世，窮的要靠同僚協助殮葬，追贈光祿寺少卿，入祀鄉賢祠。

## 家族
兒子鄒正偉，生孫鄒度珙；鄒正修生子康熙六年進士鄒度鏞。